# 紅色至日
《紅色至日》是战术及战略性小队生存游戏，由Ironward开发并发布，對應Microsoft Windows平台。Ironward使用自己的遊戲引擎Brazor和Razor開發遊戲。该游戏于2014年7月10日上線Steam。
續作《红至日2：幸存者》2021年發行。

## 外部鏈接
- 官方网站